# Hernán Cortés
Hernán Cortés Monroy Pizarro Altamirano (successivamente a volte anche chiamato Fernando Cortés o Cortez; Medellín, 1485 – Castilleja de la Cuesta, 2 dicembre 1547) è stato un militare, condottiero e nobile spagnolo.

Stemma di Hernán Cortés

Figlio di Martín de Monroy, che gli antepose il cognome materno Cortés per ragioni successorie, abbatté l'Impero azteco e lo sottomise al Regno di Spagna.

## Biografia
Cortés nacque a Medellín, nella provincia dell'Estremadura, nel Regno di Castiglia, in Spagna, probabilmente nel 1485, anche se alcune fonti sostengono che sia avvenuta nel 1483 o 1484. Egli discendeva da famiglie di antica nobiltà, sia paterna sia materna. La leggenda vuole che fosse una famiglia povera, ma questo è contestato, poiché la famiglia probabilmente ricopriva incarichi redditizi.
Suo padre, Martin Cortés de Monroy, era un hidalgo. Ricoprì diverse cariche ufficiali, tra cui quella di procuratore generale, il che fa pensare che abbia detenuto un considerevole patrimonio personale. I Monroy erano una famiglia di vecchi cristiani della Cantabria, nel Nord della Spagna. Essi parteciparono alla Reconquista dell'Estremadura e detenevano possedimenti nel loro feudo di Belvís (ora Belvís de Monroy) e a Salamanca. Diversi antenati di Cortés sono famosi per le loro imprese d'armi. Il nonno di Cortés, Alfonso de Monroy, è gran maestro dell'Ordine di Alcántara, uno dei potenti ordini cavallereschi spagnoli.
La madre di Cortés era Catalina Pizarro Altamirano. Il padre di costei, Diego Alonso Altamirano, giurista, ricoprì diversi incarichi ufficiali, tra cui quello di sindaco di Medellín. Sua madre proveniva dalla nobile famiglia dei Pizarro, grazie alla quale Hernán fu cugino di secondo grado di Francisco Pizarro. Le famiglie Pizarro e Altamirano sono le due famiglie più potenti di Medellín.

### La conquista del Messico
La prima regione del Messico in cui gli spagnoli sbarcarono, nel 1518, fu lo Yucatán, dove vennero a contatto con la popolazione dei Maya, da cui appresero dell'esistenza dell'Impero azteco. Desideroso di saperne di più, il governatore di Cuba Diego Velázquez de Cuéllar promosse una spedizione verso l'interno e affidò il compito a Hernán Cortés, che partì da Cuba alla volta del Messico il 18 febbraio 1519, con 11 navi, 100 marinai e 508 soldati, dotati di cavalli, animali allora sconosciuti in America, cani da combattimento e armi da fuoco. Egli aveva iniziato la sua spedizione come ribelle: infatti, per via di tensioni interne, Velázquez ne aveva firmato la destituzione dall'incarico di suo segretario, e quindi l'annullamento della spedizione per il Messico, ma in contemporanea Cortés partì con i suoi uomini verso il Centro America. Dopo i primi sentori di dissidi, Cortés diede ordine di smontare i brigantini, conservando solo vele e gomene: in questo modo intendeva assicurarsi da possibili diserzioni.
Il successo della sua impresa fu reso possibile da una serie di circostanze favorevoli: il sistema primitivo di dominio degli Aztechi sulle popolazioni sottomesse e non secondariamente il fatto che i nativi non fossero mai stati a contatto con le numerose malattie infettive che i conquistadores portarono con sé dall'Europa, come vaiolo, febbre tifoide, scarlattina, con la conseguenza che il loro sistema immunitario non fu in grado di farvi fronte.
Sbarcati sulla costa messicana, presso l'odierna Veracruz il 22 aprile, furono accolti più o meno favorevolmente dalle popolazioni; persino il potentissimo tlatoani (titolo traducibile con "imperatore") azteco Montezuma II mandò quasi subito ambasciate. In base a segni interpretati come premonitori e agli stessi miti di fondazione, gli spagnoli furono inizialmente interpretati come emissari di Quetzalcóatl, una delle principali divinità azteche. Cortés dimostrò anche in questa occasione le sue abilità, le sue doti politiche e di stratega, che gli assicurarono la conquista dell'impero. L'indecisione di Montezuma nell'affrontare l'imprevisto e la sua paralisi pragmatica si sommarono al risentimento che covava nei suoi confronti in alcune popolazioni locali, mai sottomesse pienamente.
Giunto in Messico, Cortés si affiancò degli interpreti: Gerónimo de Aguilar, uno spagnolo naufragato anni prima su quelle coste, in grado di parlare la lingua maya e La Malinche (nome originale Malintzin, Doña Marina per gli spagnoli) figlia di un cacicco azteco, che conosceva sia il nahuatl sia la lingua maya. Scoperti i dissensi tra i popoli sottomessi agli Aztechi vi strinse presto alleanze. Da alcune popolazioni, con le quali venne in contatto Cortés, l'impero azteco esigeva tributi in termini di tassazione e di vittime sacrificali. Cortés ebbe buon gioco nel proporsi come riparatore di torti in missione per conto del re di Spagna Carlo I (il futuro imperatore Carlo V) e del cattolicesimo.
La flessibilità spagnola così come la rigidità azteca si manifestarono in battaglia: gli Aztechi seguivano un rituale tradizionale in guerra (gli abiti che indossavano per l'occasione, il luogo della battaglia, l'urlo prima di attaccare), facilitando con prevedibilità il lavoro dei conquistadores. In realtà gli Aztechi cercavano di catturare vivi gli spagnoli al fine di sacrificarli agli dei. Per questo motivo essi attaccavano gli spagnoli uno per volta in quanto per un azteco prendere un prigioniero vivo al fine di sacrificarlo era un grande onore. Gli spagnoli invece combattevano all'europea, fendendo la spada su chiunque si trovasse loro innanzi cagionando perciò moltissimi morti. Così, quando l'8 novembre Cortés entrò a Tenochtitlán accolto con tutti gli onori da Montezuma, aveva già con sé un esercito di circa 3 000 indios. Gli Spagnoli dopo qualche giorno di permanenza si accorsero che la situazione stava volgendo al peggio: gli Aztechi si stavano preparando a ucciderli tutti. Vennero anche a scoprire che una falange azteca aveva attaccato Veracruz, uccidendo molti spagnoli. A questo punto, dopo aver pregato tutta la notte, decisero che l'unica strada per salvarsi fosse quella di arrestare Montezuma. Questi, per impedire una sollevazione popolare, disse ai suoi sudditi che si sarebbe recato volontariamente nella casa in cui alloggiavano gli spagnoli, che era di suo padre. L'imperatore strinse un rapporto abbastanza cordiale con Cortés, gli obbedì docilmente e accettò di far cessare i sacrifici umani. Cortés lo lasciò libero di governare l'impero cercando di convertirlo al cattolicesimo.

#### La conquista di Tenochtitlán
Cortés radunò i suoi alleati e marciò sulla capitale azteca con un grande esercito. Il 13 agosto 1521, dopo due mesi e mezzo di assedio, Tenochtitlán fu espugnata nuovamente e, nel giro di un anno, gli spagnoli presero il controllo dell'intero paese.

### Governatore della Nuova Spagna
Il Messico divenne una colonia spagnola dal nome "Nuova Spagna"; l'imperatore Carlo V nominò Cortés suo governatore.

### L'impresa di Algeri
Anche Cortés partecipò alla spedizione di Algeri nell'ottobre del 1541. Carlo V, nel tentativo di contrastare la supremazia turca nel Mediterraneo, organizzò una spedizione per conquistare Algeri che in quel momento era sotto il comando di Hassan Agà, un sardo che aveva abbandonato il cristianesimo e abbracciato l'islam, diventando corsaro al servizio dei moreschi. L'offensiva, che partì da Cagliari, fu un fallimento ma fu un'occasione per Cortés per una permanenza in Sardegna; qui l'hidalgo incontrò un amico nella persona di Domenico Pastorello, arcivescovo di Cagliari. Costui entrò stabilmente nella cerchia di amicizie di Hernán Cortés.
Cortés morì per pleurite nei pressi di Siviglia il 2 dicembre del 1547. Il corpo è tumulato, dal 1629, a Città del Messico nella chiesa di Gesù Nazareno.

## Opere di Cortez
- La conquista del Messico, a cura di Cesco Vian, Novara, Istituto Geografico De Agostini, 1961.
- La conquista del Messico, Introduzione e traduzione di Luisa Pranzetti, Collana BUR Storia, Milano, BUR, 1987.